# Coupe d'Europe des nations de rugby à XIII 1980
Navigation
Édition précédente Édition suivante
La Coupe d'Europe des nations de rugby à XIII 1980 est la vingtième-et-unième édition de la Coupe d'Europe des nations de rugby à XIII, elle se déroule du 26 janvier 1980 au 16 mars 1980, et oppose l'Angleterre, la France et le Pays de Galles. Ces trois nations composent le premier niveau européen.

## Les équipes

### France
| Nom                 | Âge | Matchs (Ptsmarqués) pendant l'édition | Club               |
| ------------------- | --- | ------------------------------------- | ------------------ |
| Jean-Paul Baile     |     | 2 (0)                                 | Carcassonne        |
| Jean-Marc Bourret   | 22  | 1 (2)                                 | XIII Catalan       |
| Delphin Castanon    |     | 1 (0)                                 | Lézignan           |
| Max Chantal         | 21  | 2 (0)                                 | Villeneuve-sur-Lot |
| Henri Daniel        | 29  | 1 (0)                                 | Pia                |
| Joseph Giné         | 27  | 2 (0)                                 | Roanne             |
| Jean-Marc Gonzales  | 24  | 2 (11)                                | Limoux             |
| Ivan Grésèque       | 26  | 2 (3)                                 | XIII Catalan       |
| Jacques Guigue      | 27  | 0 (0)                                 | Avignon            |
| Didier Hermet       | 30  | 1 (0)                                 | Villeneuve-sur-Lot |
| Christian Laumond   | 24  | 2 (0)                                 | Villefranche       |
| Christian Maccali   | 21  | 0 (0)                                 | Villeneuve-sur-Lot |
| André Malacamp      |     | 1 (0)                                 | Carcassonne        |
| Michel Mazaré       | 23  | 2 (1)                                 | Villeneuve-sur-Lot |
| Michel Naudo        | 24  | 1 (0)                                 | Pia                |
| Marcel Pillon       | 24  | 1 (0)                                 | Saint-Estève       |
| Sébastien Rodriguez | 24  | 2 (0)                                 | Toulouse           |
| Joël Roosebrouck    | 26  | 2 (6)                                 | Villeneuve-sur-Lot |
| Francis Tranier     | 29  | 1 (0)                                 | Villefranche       |
| Charles Zalduendo   | 27  | 0 (0)                                 | Toulouse           |

## Classement
| Classement |                |   |   |   |   |    |    |     |
|            | Équipe         | J | V | N | D | PP | PC | Pts |
| 1          | Angleterre     | 2 | 2 | 0 | 0 | 30 | 11 | 4   |
| 2          | France         | 2 | 1 | 0 | 1 | 23 | 11 | 2   |
| 3          | Pays de Galles | 2 | 0 | 0 | 2 | 16 | 47 | 0   |

| 26 janvier 1980 | Pays de Galles | 7 - 21 | France         | Naughton Park, Widnes               |
| 29 février 1980 | Angleterre     | 26 - 9 | Pays de Galles | Boothferry Park, Kingston upon Hull |
| 16 mars 1980    | France         | 2 - 4  | Angleterre     | Stade de l'Egassiairal, Narbonne    |

### Rencontres

#### Pays de Galles - France
(mt :  - )
Points marqués : 
- Pays de Galles : 1 essai de Vevan (47e) ; 1 transformation de Diamond (47e) ; 1 pénalité de Diamond (12e).
- France : 4 essais de Roosebrouck (19e et 24e), Grésèque (51e) et Gonzales (66e) ; 2 transformations de Gonzales (19e et 64e) ; 2 pénalités de Gonzales (17e et 46e) ; 1 drop de Mazaré (75e).

Évolution du score :
Arbitre :  Francis Escande
Spectateurs : 2 804
Compositions des équipes
- France : Marcel Pillon - Jean-Marc Gonzales, Christian Laumond, Michel Naudo, Sébastien Rodriguez - Michel Mazaré (o)(c), Ivan Grésèque (m) - Max Chantal, André Malacamp, Delphin Castanon, Joseph Giné, Jean-Paul Baile, Joël Roosebrouck - Charles Zalduendo, Jacques Guigue - Entraîneur :
- Pays de Galles :  - Entraîneur :

| Rang | Nation         | Points | Diff |
| ---- | -------------- | ------ | ---- |
| 1    | France         | 2      | + 14 |
| 2    | Angleterre     | 0      | 0    |
| 3    | Pays de Galles | 0      | - 14 |

#### Angleterre  - Pays de Galles
(mt : -)
Points marqués : 
- Angleterre :
- Pays de Galles :

Évolution du score : 
Arbitre : 
Spectateurs : 7 557
Compositions des équipes
- Angleterre :
- Pays de Galles :

| Rang | Nation         | Points | Diff |
| ---- | -------------- | ------ | ---- |
| 1    | Angleterre     | 2      | + 17 |
| 2    | France         | 2      | + 14 |
| 3    | Pays de Galles | 0      | - 31 |

#### France - Angleterre
(mt : 0 - 3)
Points marqués : 
- Angleterre : 1 essai d'Evans (17e) ; 1 drop de Redfrearn (64e).
- France : 1 pénalité de Bourret (58e).

Évolution du score : 0-3 (mi-temps), 2-3, 2-4.
Arbitre :  Billy Thompson
Spectateurs : 9 880
Compositions des équipes
- Angleterre :
- France : Francis Tranier - Sébastien Rodriguez, Jean-Marc Bourret, Christian Laumond, Jean-Marc Gonzales - Michel Mazaré (o)(c), Ivan Grésèque - Max Chantal, Henri Daniel, Didier Hermet, Joseph Giné, Jean-Paul Baile, Joël Roosebrouck - Jacques Guigue, David Maccali - Entraîneur :

| Rang | Nation         | Points | Diff |
| ---- | -------------- | ------ | ---- |
| 1    | Angleterre     | 4      | + 19 |
| 2    | France         | 2      | + 12 |
| 3    | Pays de Galles | 0      | - 31 |